# Synargis calyce
Espèce
Synargis calyce est une espèce de lépidoptères (papillons) de la famille des Riodinidae et du genre Synargis.

## Taxonomie
Synargis calyce a été décrit par Cajetan Freiherr von Felder et Rudolf Felder en 1862 sous le nom de Nymphidium calyce.

## Nom vernaculaire
Synargis calyce se nomme Calyce Metalmark en anglais.

## Description
Synargis calyce est un papillon à apex des antérieures angulaires de couleur blanche bordé de marron roux sur le bord costal des ailes antérieures et sur le bord externe des ailes antérieures et postérieures avec une ligne marginale de taches noires très finement bordées de blanc argenté et quelques traits orange submarginaux.

## Liste des sous-espèces
Selon BioLib (3 octobre 2020) :
- sous-espèce Synargis calyce calyce (C. & R. Felder, 1862)
- sous-espèce Synargis calyce pernambuco Callaghan, 1999

## Biologie
Dahlbergia ecastophylla est une plante hôte de sa chenille.

## Distribution
Synargis calyce est présent en Guyane, en Guyana, au Suriname, en Colombie, au  Brésil et au Pérou.

## Protection
Pas de statut de protection particulier[réf. nécessaire].